# Polikultura
Polikultura (ang. polyculture) – 1. Uprawa różnych gatunków roślin na danym obszarze, np. mieszanek roślin uprawnych, drzew z roślinami uprawnymi (agroleśnictwo). Polikultura jest najszerzej rozumianą uprawą mieszaną, charakteryzującą się dużą bioróżnorodnością. 
2. Wspólny chów w jednym stawie lub innym wspólnym środowisku ryb w różnym wieku i/lub o różnym składzie gatunkowym. Przeciwieństwem polikultury jest monokultura. 